# Kiss Me Again (film din 1925)
Kiss Me Again este un film de comedie și dragoste american din 1925 regizat de Ernst Lubitsch. În rolurile principale joacă actorii Marie Prevost, Monte Blue și John Roche.

## Distribuție
- Marie Prevost ca LouLou Fleury
- Monte Blue ca Gaston Fleury
- John Roche ca Maurice
- Clara Bow ca Grizette
- Willard Louis ca Dr. DuBois